# Terminal de Ómnibus de Jujuy
La Terminal de Ómnibus denominada "General Manuel Eduardo Arias", por iniciativa del gobernador Gerardo Morales, se reivindica la figura del héroe independentista nacido en Humahuaca, General Manuel Arias. 
Es la principal terminal de Ómnibus de la ciudad de San Salvador de Jujuy.
Fue inaugurada durante la presidencia de Cristina Fernández de Kirchner por los entonces ministro de transporte de la nación y gobernador de la provincia, Florencio Randazzo y Eduardo Fellner. Desde su inauguración hasta 2016 fue nombrada "Presidente Nestor Carlos Kirchner".